# Bad Girls (filme)
Bad Girls (bra: Quatro Mulheres e Um Destino; prt: Mulheres de Armas) é um filme estadunidense de 1994, dos gêneros aventura e faroeste, dirigido por Jonathan Kaplan.

## Sinopse
Cody, Anita, Eileen e Lily trabalham como prostitutas no Velho Oeste. Um dia, para impedir que Anita fosse estuprada, Cody atira no agressor. Perseguidas pela comunidade local, que quer enforcar Cody, elas fogem. Nessa aventura, Cody é roubada e Eileen é presa injustamente, acusada de ter assaltado um banco.

## Elenco principal
- Madeleine Stowe - Cody Zamora
- Mary Stuart Masterson - Anita Crown
- Andie MacDowell - Eileen Spenser
- Drew Barrymore - Lily Laronette
- James Russo - Kid Jarrett
- James LeGros - William Tucker
- Robert Loggia - Frank Jarrett
- Dermot Mulroney - Josh McCoy
- Jim Beaver - Detetive Graves
- Nick Chinlund - Detetive O'Brady
- Harry Northup - rev. Sloan

## Trilha sonora
A trilha sonora do filme foi feita por Jerry Goldsmith, que compôs a música como um cruzamento entre o estilo de seu western de 1960 e um som contemporâneo. A trilha sonora foi lançada duas vezes; através da Fox Records em 10 de maio de 1994 e uma extensa edição limitada pela La-La Land Records em 28 de junho de 2011.

### Faixas
1. The John (2:19)
2. The Hanging (2:06)
3. Which Way? (:42)
4. The Snake (1:20)
5. The Saw Mill (1:56)
6. Keep Moving (:57)
7. Bank Job* (5:16)
8. The Gang/The Posse (:56)
9. Return to the Fold (4:06)
10. Don’t Hurt Me (1:45)
11. Jail Break (3:27)
12. No Money (2:09)
13. The Guests (:36)
14. Welcome to My Home (1:20)
15. The Pleasure of Your Company (:48)
16. Ambush (5:45)
17. What’s Your Name? (1:18)
18. The Claim (:25)
19. Together (:39)
20. I Shot Him* (2:46)
21. Put It On (1:32)
22. River Crossing (:34)
23. Rescued (3:03)
24. Josh’s Death (3:41)
25. No Bullets (3:53)
26. My Land/End Credits (6:53)

## Recepção
No site agregador de críticas Rotten Tomatoes, 9% das 22 resenhas dos críticos são positivas.
Em 22 de abril de 1994, Roger Ebert escreveu para o Chicago Sun-Times: "Que boa ideia fazer um western sobre quatro mulheres duras. E que filme triste". Janet Maslin, em sua resenha do New York Times no mesmo dia, ridicularizou o filme como "Cowpoke Barbie".